# Công viên Nara
Nara Park (奈良公園 Nara Kōen) là một công viên công cộng nằm ở thành phố Nara, Nhật Bản, dưới chân núi Wakakusa. Được thành lập vào năm 1880, đây là một trong những công viên lâu đời nhất ở Nhật Bản. Về mặt hành chính, công viên nằm dưới sự kiểm soát của tỉnh Nara. Công viên là một trong những "Địa điểm ngắm cảnh" được chỉ định bởi Bộ Giáo dục, Văn hóa, Thể thao, Khoa học và Công nghệ (MEXT). 

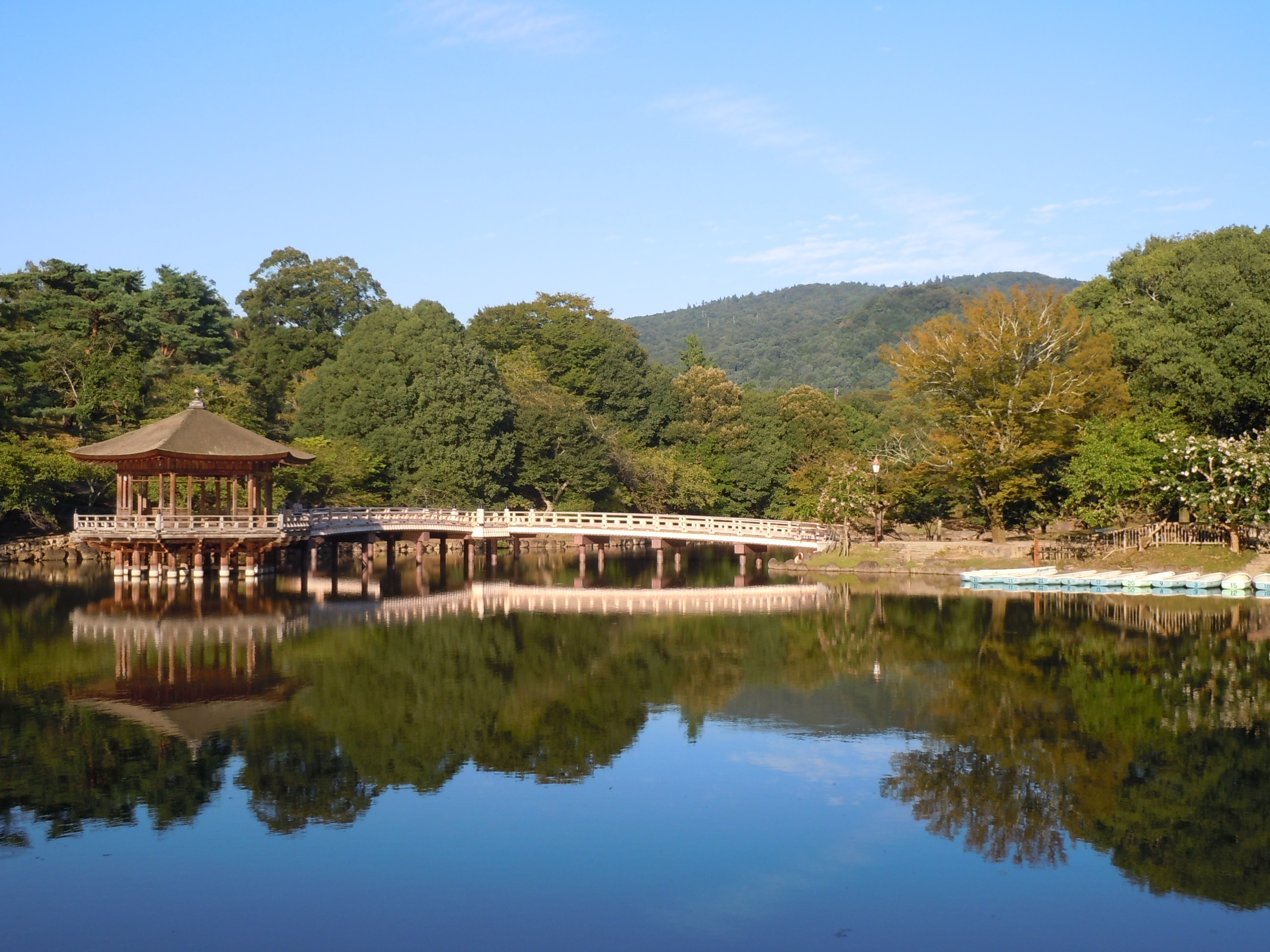
Hồ nước trong công viên Nara

Hơn 1.200 con hươu sao (シカ or 鹿 shika) tự do đi lang thang trong công viên cũng được chỉ định của MEXT, được phân loại là kho báu tự nhiên. Trong khi quy mô chính thức của công viên là khoảng 502 ha (1.240 mẫu Anh), khu vực bao gồm cả khuôn viên của Tōdai-ji, Kōfuku-ji, và đền Kasuga,, nằm ở rìa hoặc bao quanh bởi Công viên Nara, rộng bằng 660 ha (1.600 mẫu Anh).
Trong khi công viên Nara thường được liên kết với các khu vực rộng lớn của các ngôi đền và công viên thích hợp, các khu vườn tư nhân trước đây hiện đang mở cửa cho công chúng. Những khu vườn này sử dụng các tòa nhà đền thờ như các tính năng bổ sung của cảnh quan của họ.
Trong công viên này có Bảo tàng Quốc gia Nara và Todai-ji, nơi có tòa nhà bằng gỗ lớn nhất thế giới chứa một bức tượng Phật cao 15 mét.